# إبراهيم السويدي
عز الدين إبراهيم بن مُحمد بن طرخان السُوَيْدي الشافعي الأنصاري (ولِد 600 هـ ـ 1204 م في دمشق ـ وتوفي 690 هـ - 1291 م في دمشق)، شاعر وطبيب ومحدث من أهل دمشق، روى شيئاً من الحديث ولكن ضعفه أغلب الأئِمة، وتوفي في شهر شعبان من عام 690 هـ عن عمر 90 عاماً ودُفِن في السفح، دمشق، سوريا، فاق أهل زمانه في صناعة الطب، وصنف كتباً في ذلك.
قال عنه ابن كثير في كتابه البداية والنهاية:
«كان يُرمى بِقلة الدين وترك الصلوات وإنحلال في العقيدة، وإنكار أمور كثيرة مما يتعلق باليوم الآخر، والله يحكم فيه وفي أمثاله بأمره العدل الذي لا يجور ولا يَظلِم، وفي شِعره ما يدل على قلة عقله ودينه وعدم إيمانه، وإعتراضه على تحريم الخمر، وأنه قد طال رمضان عليه في تركها وغير ذلك».

## آثاره
كتب كثيراً في الطب، وله من الكتب:
- الباهر في الجواهر.
- التذكرة الهادية والذخيرة الكافية في الطب.[3]